# LP3
LP3 è il terzo album in studio del gruppo rock elettronico statunitense Ratatat, pubblicato nel 2008.

## Tracce
1. Shiller – 4:18
2. Falcon Jab – 3:55
3. Mi Viejo – 2:40
4. Mirando – 3:52
5. Flynn – 1:56
6. Bird Priest – 3:07
7. Shempi – 3:58
8. Imperials – 3:34
9. Dura – 3:08
10. Bruleé – 3:43
11. Mumtaz Khan – 2:38
12. Gipsy Threat – 1:38
13. Black Heroes – 4:06